# Pierre du Cros
Pierre du Cros (zm. 16 listopada 1388 w Awinionie) – francuski duchowny, kardynał. Krewny papieża Grzegorza XI.
W młodości wstąpił do zakonu benedyktynów w Saint-Martial i uzyskał tytuł doktora praw. W 1361 wybrano go na biskupa Saint-Papoul (27 lipca 1362 nominację zatwierdził papież Innocenty VI). 8 czerwca 1370 został arcybiskupem Bourges, a 2 sierpnia 1374 arcybiskupem Arles. Papież Grzegorz XI mianował go kamerlingiem Świętego Kościoła Rzymskiego (20 czerwca 1371). Gubernator hrabstwa Venaissin 1374-76. W 1376 powrócił z Grzegorzem XI do Rzymu. Jako kamerling odgrywał dużą rolę podczas pierwszego konklawe 1378, nie zdołał jednak opanować panującego w Rzymie chaosu ani zapewnić bezpieczeństwa i swobody obradującym kardynałom. W trakcie zamieszek jego własny pałac w Rzymie został splądrowany, a on sam musiał się schronić w zamku św. Anioła. W sierpniu 1378 przyłączył się do kardynalskiej opozycji wobec nowego papieża Urbana VI. Współorganizował konklawe, które wybrało antypapieża Klemensa VII i przyłączył się do jego obediencji. Został ekskomunikowany przez Urbana VI, jednak Klemens VII potwierdził go na wszystkich zajmowanych stanowiskach. W 1379 bezskutecznie wysuwano jego kandydaturę na wakujące arcybiskupstwo Tuluzy. W grudniu 1383 Klemens VII mianował go kardynałem prezbiterem SS. Nereo e Achilleo, jednocześnie dymisjonując go z funkcji kamerlinga. W styczniu 1388 zrezygnował z arcybiskupstwa Arles. Zmarł w Awinionie.